# Nurmekund
Nurmekund (baix alemany: Nurmegunde, també Normegunde, Normigunde, Norumegunde) va ser un petit país independent (antic comtat estonià) a la costa nord del Llac Võrtsjärv a Estònia central, limitat per Sakala, Alempois, Järvamaa, Mõhu, i Ugandi. Nurmekund tenia una superfície aproximada de 600 cuirs.

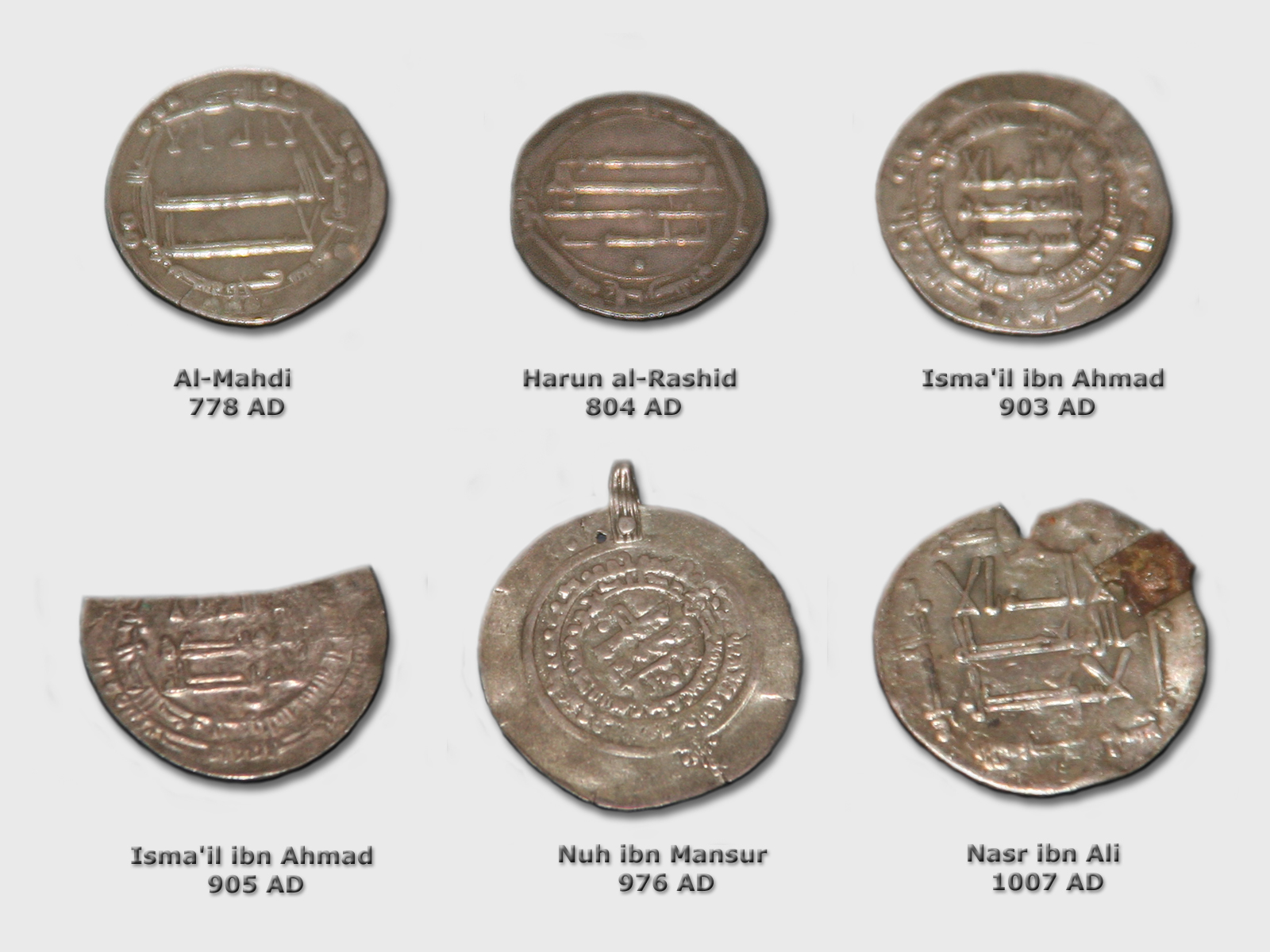
Des de l'acumulació Dirham fins a Estònia.

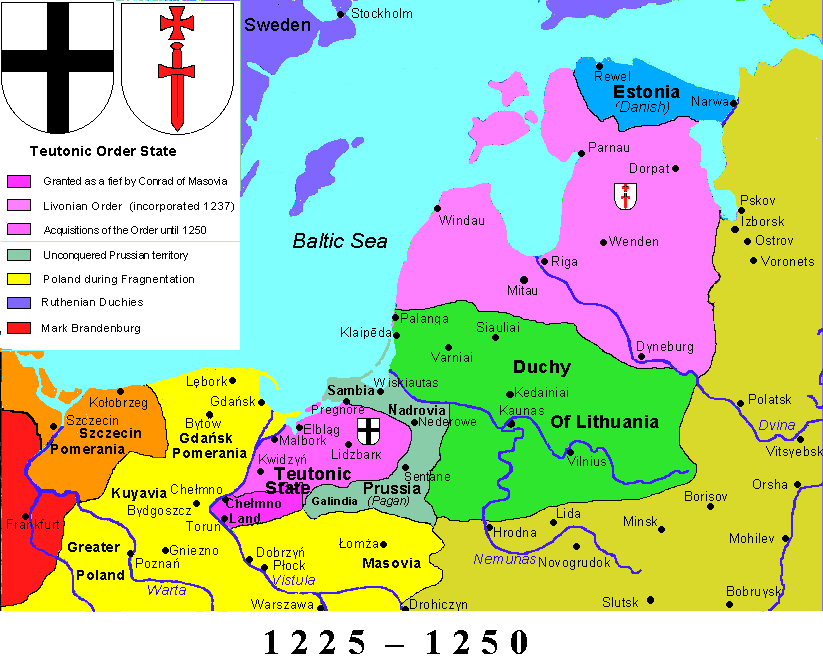
Estat monàstic dels Cavallers Teutònics, 1225 - 1250.

Livònia el 1260.

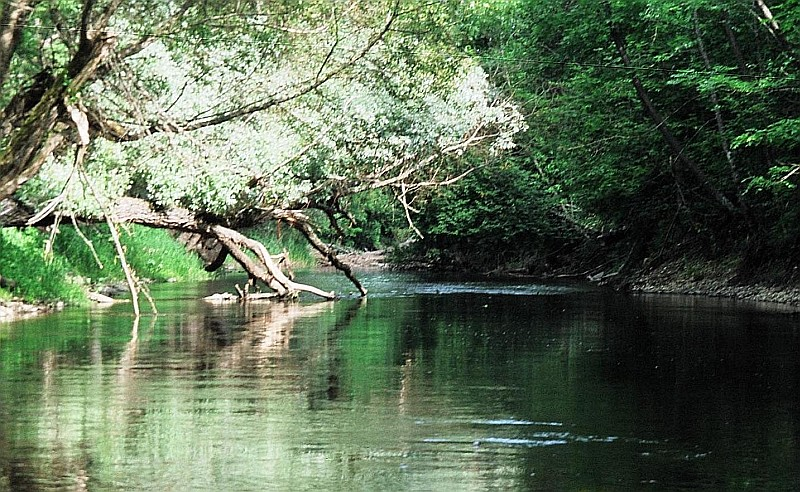
Riu Põltsamaa, el riu fronterer de Nurmekund, el 2005.